# Гомосексуальна поведінка тварин

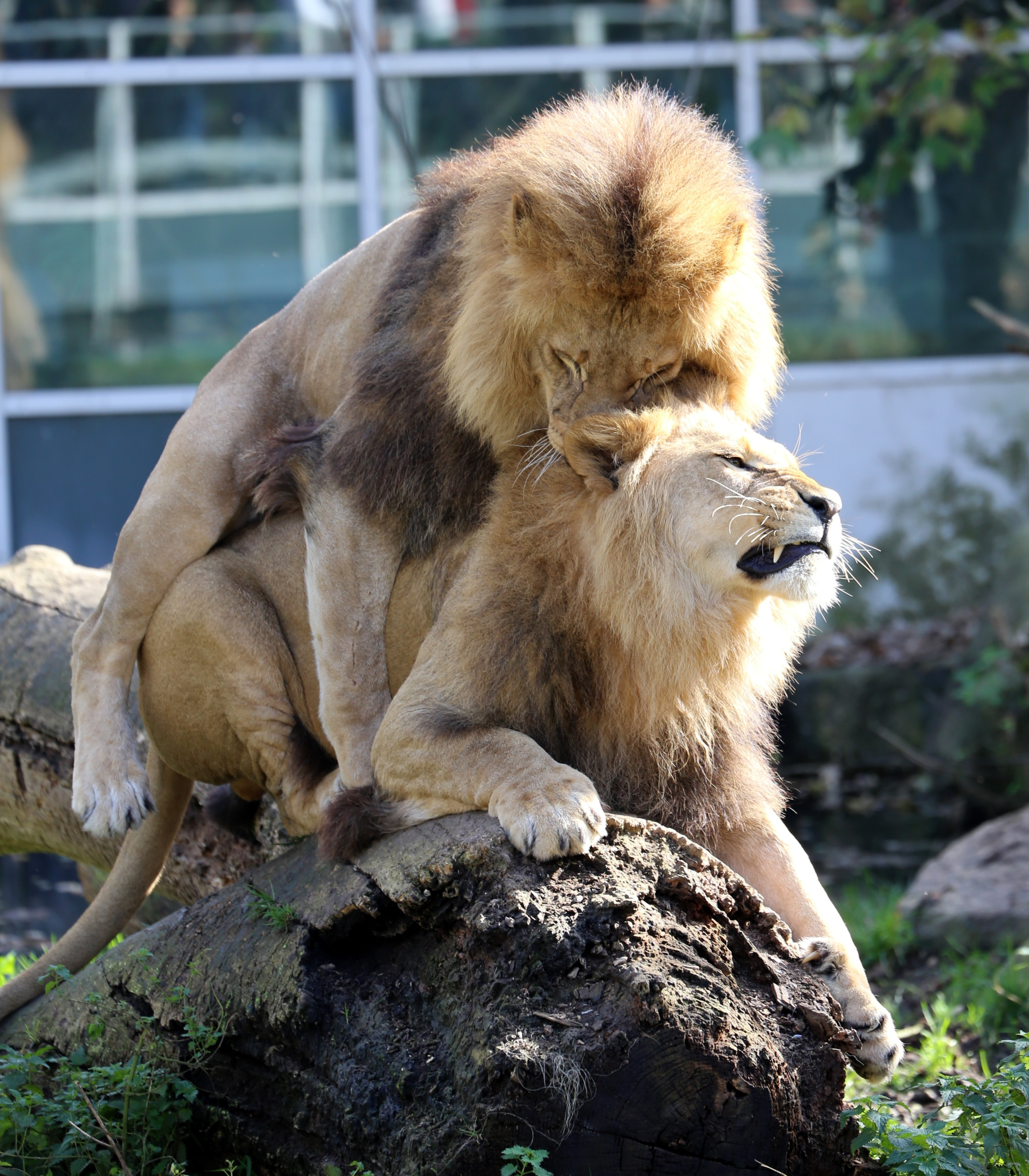
Два молоді леви паруються в Мюнхенському зоопарку

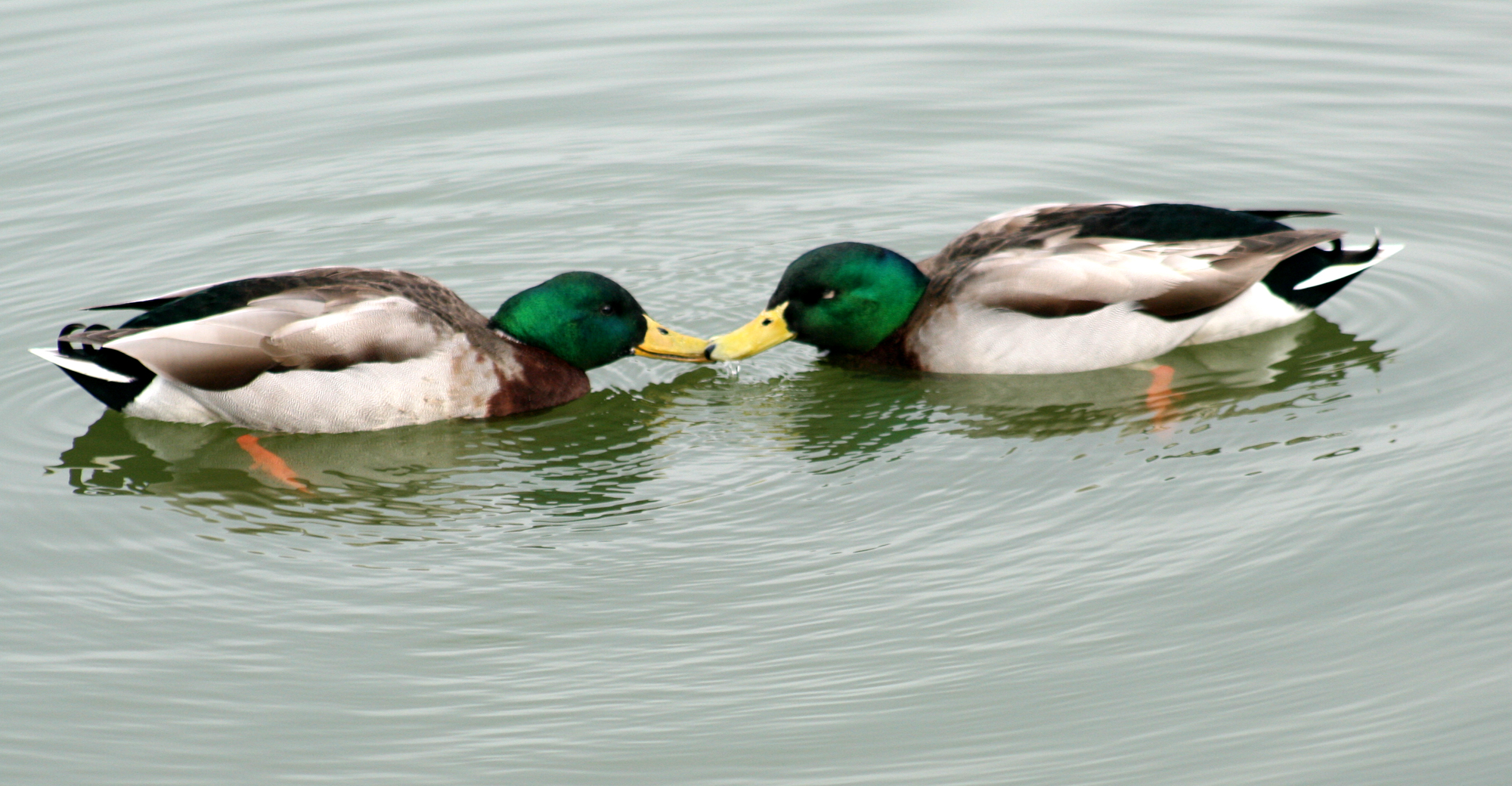
Два самці-крижні, Anas platyrhynchos

Гомосексуальна поведінка тварин — це сексуальна поведінка серед нелюдських біологічних видів, яка інтерпретується як гомосексуальна або бісексуальна. Вона може включати сексуальну активність, залицяння, кохання, моногамію і виховання потомства одностатевими парами тварин. Дослідження показують, що різні форми такої поведінки зустрічаються у всьому тваринному царстві. Станом на 1999 р. було задокументовано близько 500 видів, починаючи від приматів до глистів кишечнику, які практикували одностатеву поведінку. За даними організаторів виставки 2006 року «Проти природи?», така поведінка спостерігалась у 1500 видів.
За словами Брюса Багеміла, «царство тварин [має] набагато більшу сексуальну різноманітність — у тому числі гомосексуальний, бісексуальний і нерепродуктивний секс, ніж наукове співтовариство і суспільство в цілому раніше були готові прийняти.» Він додає, однак, що це «вимушено людська інтерпретація цих явищ». Саймон Левей дає ще одне застереження, що «хоча гомосексуальна поведінка дуже поширена в тваринному світі, дуже незвичайним є, коли окремі тварини мають тривалу схильність до такої поведінки з повним виключенням гетеросексуальної поведінки. Таким чином, повністю гомосексуальна орієнтація (якщо можна говорити про таку річ у тварин), здається, є рідкістю». Один відомий вид, у якому існують випадки виключно гомосексуальної орієнтації, є одомашнені вівці (Ovis aries). «Близько 10 % від баранів (самців овець) відмовляються злучатися з самками, але охоче спаровуються з іншими баранами.»
Статева поведінка тварин має багато різних форм, навіть у межах одного виду, хоча гомосексуальна поведінка є найвідомішою у соціальних видах. Мотиви і наслідки такої поведінки ще не до кінця вивчені, оскільки більшість видів ще не повністю досліджені.
Спостереження гомосексуальної поведінки у тварин можна розглядати одночасно аргумент «за» і «проти» прийняття гомосексуальності у людей. Наприклад, воно було використано проти твердження, що гомосексуальність є peccatum contra naturam («гріх проти природи»). Зокрема, гомосексуальність у тварин був використаний Американською психіатричною асоціацією і інші групами у їх листі amici curiae до Верховного Суду США у справі Лоуренс проти Техасу, яка, в кінцевому рахунку, скасувала закони проти содомії у 14 штатах.

## Застосування термінагомосексуальнийдо тварин
Термін гомосексуальний був придуманий Карлом-Марією Кертбені 1868 року, щоб описати одностатевий сексуальний потяг і сексуальну поведінку людини. Його використання в дослідженнях тварин була спірною з двох основних причин: тваринна сексуальність і її мотивуючі фактори були і залишаються маловивченими, а термін має потужні культурні наслідки в західному суспільстві, які не мають значення для інших біологічних видів, крім людини. Таким чином, гомосексуальній поведінці тварин було дано ряд термінів протягом багатьох років. При описі тварин, терміна гомосексуальний надається перевага перед геї, лесбійки та іншими термінами, що використовуються в даний час, оскільки вони розглядаються як більш прив'язані до людської гомосексуальності.
Уподобання та мотивації тварин завжди визначається на основі їх поведінки. Для диких тварин, дослідники, як правило, не в змозі спостерігати і занотувати усе життя індивіда, і змушені робити висновки з частоти поодиноких спостережень поведінки. Правильне використання терміна гомосексуальний полягає в тому, що тварина проявляє гомосексуальну поведінку або навіть одностатеву сексуальну поведінку; однак, ця стаття використовує використання терміна в сучасних дослідженнях,[сторінка?]
застосовуючи термін гомосексуальність до всієї сексуальної поведінки (злягання, статевої стимуляції, шлюбних ігор і сексуальної демонстративної поведінки) між тваринами однієї статі. У більшості випадків вважається, що гомосексуальна поведінка є лише частиною сексуального поведінкового репертуару тварини в цілому, що робить тварину «бісексуальною», а не «гомосексуальною», зважаючи на те, як ці терміни зазвичай розуміються людьми,[сторінка?] але відомі і випадки переважання гомосексуальної поведінки і ексклюзивно гомосексуальних пар.

## Дослідження
Більшості існуючих досліджень щодо гомосексуальної поведінки у тварин не вистачає специфікації між тваринами, які демонструють виключно одностатеві тенденції, і тими, які беруть участь у гетеросексуальних і гомосексуальних зв'язках взаємозамінно. Ця відсутність класифікації призвела до виникнення різних думок і суперечливих тлумачень зібраних даних серед вчених і дослідників. Наприклад, Брюс Багеміл, автор книги «Biological Exuberence: Animal Homosexuality and Natural Diversity», підкреслює, що немає ніяких анатомічних або ендокринних відмінностей у виключно гомосексуальних і виключно гетеросексуальних парах тварин.[сторінка?] Проте, коли визначення «гомосексуальна поведінка» включає тварин, які беруть участь в одностатевих і різностатевих зв'язках, у них були зафіксовані гормональні відмінності серед основних статевих гормонів, таких як тестостерон і естрадіол, порівняно з тими тваринами, хто бере участь виключно в гетеросексуальних стосунках.
Багато тварин, які  використовують в лабораторних дослідженнях гомосексуальності, не часто спонтанно виявляють ці тенденції в дикій природі. Така поведінка часто викликана і перебільшена дослідниками в ході експериментів руйнуванням частини мозкової тканини, або шляхом впливу на тварин з високим рівнем стероїдних гормонів в утробі матері. Інформація, зібрана із цих досліджень, має обмежене застосування до спонтанно виникаючої одностатевої сексуальної поведінки у тварин за межами лабораторії.
Наявність одностатевої сексуальної поведінки «офіційно» не спостерігалась у великих масштабах до недавнього часу, можливо, внаслідок упередження спостерігача, зумовленого соціальним ставленням до одностатевої сексуальної поведінки, ненавмисного збентеження, або навіть страху «висміювання колегами». Біолог Джорджтаунського університету Джанет Манн зазначає, що  «вчених, які вивчають цю тему, часто звинувачують у спробі сформувати думку, і їх робота знаходиться під більш суворим контролем, ніж їх колег, які вивчають інші теми». Вони також зазначили, що «не кожен статевий акт має репродуктивну функцію … це вірно для людей і тварин.» Нерепродуктивна статева поведінка поширена серед соціальних птахів і ссавців, особливо морських ссавців і приматів. Справжні масштаби гомосексуальності у тварин не відомі. Хоча дослідження демонструють гомосексуальну поведінку у ряді видів, Петтер Бокман, науковий консультант виставки «Against Nature?», у 2007 році припускав, що справжні масштаби цього явища можуть бути набагато більшими, ніж тоді було визнано:
Не знайдено жодного виду, в якому була б відсутня гомосексуальна поведінка, за винятком видів, які не мають сексу взагалі, такі як морські Їжаки і aphis. Крім того, частина тваринного світу є гермафродитами, справжніми бісексуалами. Для них гомосексуальність — не питання.

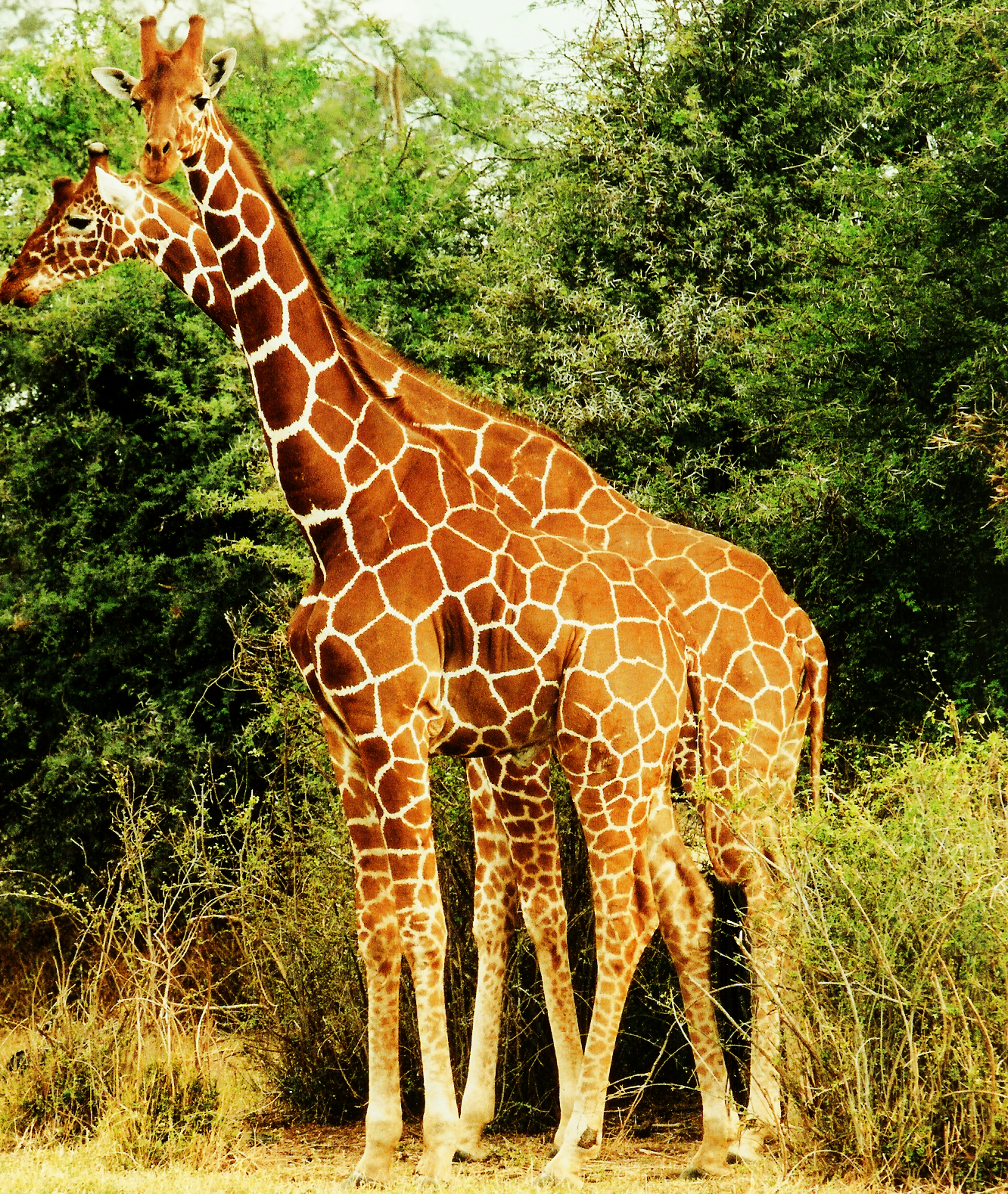
Два самці жирафів в Кенії.

Багеміл наводить приклад непомічання гомосексуальної поведінки при описі парувань жирафів, де дев'ять з десяти парувань відбуваються між самцями.
Кожен самець, який понюхав самицю, описувався як акту сексу, а анальний секс з оргазмом між самцями вважався лише проявом «навколо» домінування, конкуренції або привітання.
Деякі дослідники вважають, що така поведінка має свій початок в соціальній організації самців і соціальному домінуванні, схожому на риси домінування у тюремній сексуальності. Інші, особливо Багеміл, Джоан Рафгарден, Т'єррі Лоде і Пол Васі припускають, що соціальна функція сексу (і гомосексуального, і гетеросексуального) не завжди пов'язана з домінуванням, а служить зміцненню альянсів і соціальних зв'язків у зграї. Інші стверджують, що теорія соціальної організації неадекватна, тому що не може пояснити деякі гомосексуальні поведінки, наприклад, деяких видів пінгвінів, де особини чоловічої статі паруються на все життя і відмовляються від пари з самками, коли їм дають шанс. Хоча повідомлення про багато таких видів зв'язків поки є тільки пересічною інформацією, зростаючий обсяг наукових праць підтверджує, що перманентна гомосексуальність виникає не тільки у видів з постійними паруваннями, але й у немоногамних видів, таких як вівці. Наприклад, одна з них наводить такі дані:
Приблизно 8 % баранів надають сексуальну перевагу [тобто, навіть коли мають вибір] самцям (орієнтовані на самців барани) на відміну від більшості баранів, які воліють партнерів протилежної статі (орієнтовані на самиць барани). Ми визначили групу клітин в медіальній преоптичній області/передньому гіпоталамусі дорослих овець одного віку, яка була значно більшою у дорослих баранів, ніж у вівцематок.
Насправді, особи відверто гомосексуальної орієнтації відомі в усіх традиційних одомашнених видах, від овець, великої рогатої худоби та коней, до котів, собак і хвилястих папужок.

## Підґрунтя

### Фізіологічне підґрунтя
Серед науковців не має згоди щодо конкретного фізіологічного пояснення або причини гомосексуальних стосунків серед тварин. Багато вчених вважають, що різні рівні (вищі або нижчі) статевих гормонів у тварини, на додаток до розміру гонад тварини, відіграють безпосередню роль у сексуальній поведінці і перевагам, які вона демонструє. Інші доводять, що не має доказів на підтримку цих тверджень при порівнянні тварин певного виду, представники яких мають виключно гомосексуальну поведінку, з тими видами, де таке не спостерігається. Комплексні ендокринологічні дослідження існують для емпірічної підтримки обох тлумачень. Дослідники не виявили жодних доказів відмінності розмірів гонад або рівнів статевих гормонів виключно гомосексуальних західних чайок і делаверських чайок 
Додаткові дослідження, що стосуються впливу гормонів на гомосексуальну поведінку, свідчать про те, що при додаванні тестостерону і естрадіолу до гетеросексуальних самок тварин, підвищені рівні гормонів збільшують ймовірність гомосексуальної поведінки. Крім того, підвищення рівня статевих гормонів під час вагітності тварини підвищує ймовірність народження гомосексуального потомства.

### Генетичне підґрунтя
Дослідники виявили, що відключення гену fucose mutarotase (FucM) у лабораторних мишей — який впливає на рівень естрогенів, що впливають на головний мозок — призводило до того, що при зростанні самки мишей вели себе так, наче вони були самцями. «Мозок мутантної самки миші розвивався трохи інакше, щоб бути схожим на чоловічий мозок в плані сексуальних уподобань», — сказав професор Чанк'ю Парк з Корейського Інституту науки і технології у Даехеоні, Південна Корея, який очолював дослідження. Його результати були опубліковані в Генетичному журналі bmc 7 липня 2010 року. Інше дослідження показало, що шляхом маніпуляцій з геном плодових мушок (дрозофіл) начебто викликалась гомосексуальна поведінка. Однак, крім гомосексуальної поведінки, ця мутація викликала ще кілька аномальних поведінок.

### Нейробіологічне підґрунтя
Дослідження березня 2011 року показало, що у механізмі сексуальної орієнтації мишей бере участь серотонін. Дослідження, проведене на дрозофілах, виявило, що інгібування виділення нейромедіатора дофаміну пригнічує лабораторно індуковану гомосексуальну поведінку.

## Деякі види та групи

### Птахи

#### Чорні лебеді

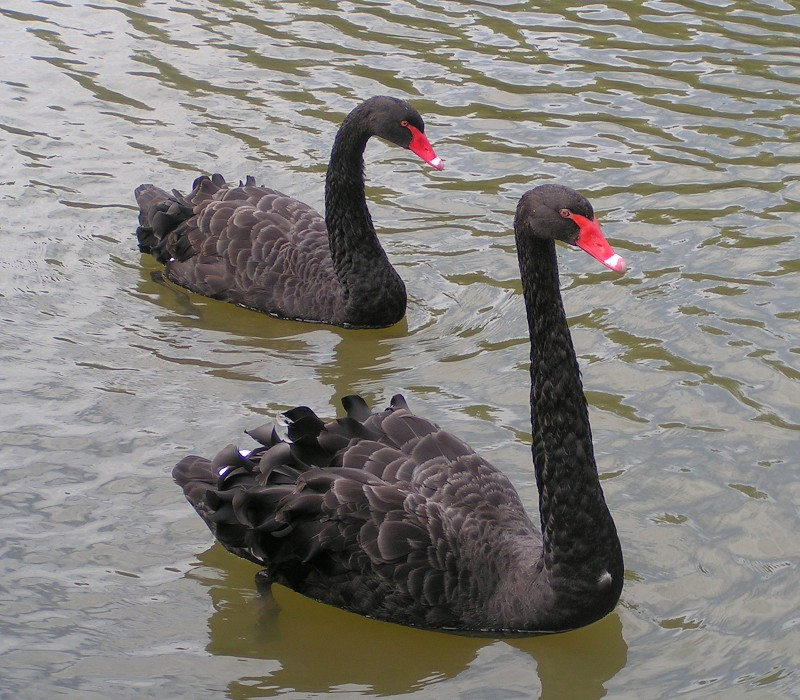
Лебеді, cygnus atratus

Приблизно чверть всіх пар чорних лебедів є гомосексуальні самці. Вони крадуть гнізда, або утворюють тимчасові трійки з самицями, щоб отримати яйця, відганяючи самку після того як вона відкладає яйця. Відомо, що у таких пар більше лебедят доживає до зрілого віку, ніж у різностатевих пар, можливо, через їх вищу здатність захищати великі ділянки землі. Те ж саме міркування застосовується до виховання пташенят гомосексуальними парами фламінго.

#### Мартин
Дослідження показали, що від 10 до 15 % самиць західного мартина деяких диких популяцій демонструють гомосексуальну поведінку.

#### Ібіси
Дослідження показали, що екологічний забруднювач метилртуть може збільшити поширеність гомосексуальної поведінки самців американського білого ібіса. Це дослідження піддавало пташенят цьому хімікату у різних дозуваннях і вимірювало ступені гомосексуальної поведінки в зрілому віці. Результати виявили, що при зростанні дози ймовірність гомосексуальної поведінки також збільшуються; тому як можлива причина сексуального порушення інших видів птахів була запропонована функція ендокринного блокування ртуті.

#### Крижні

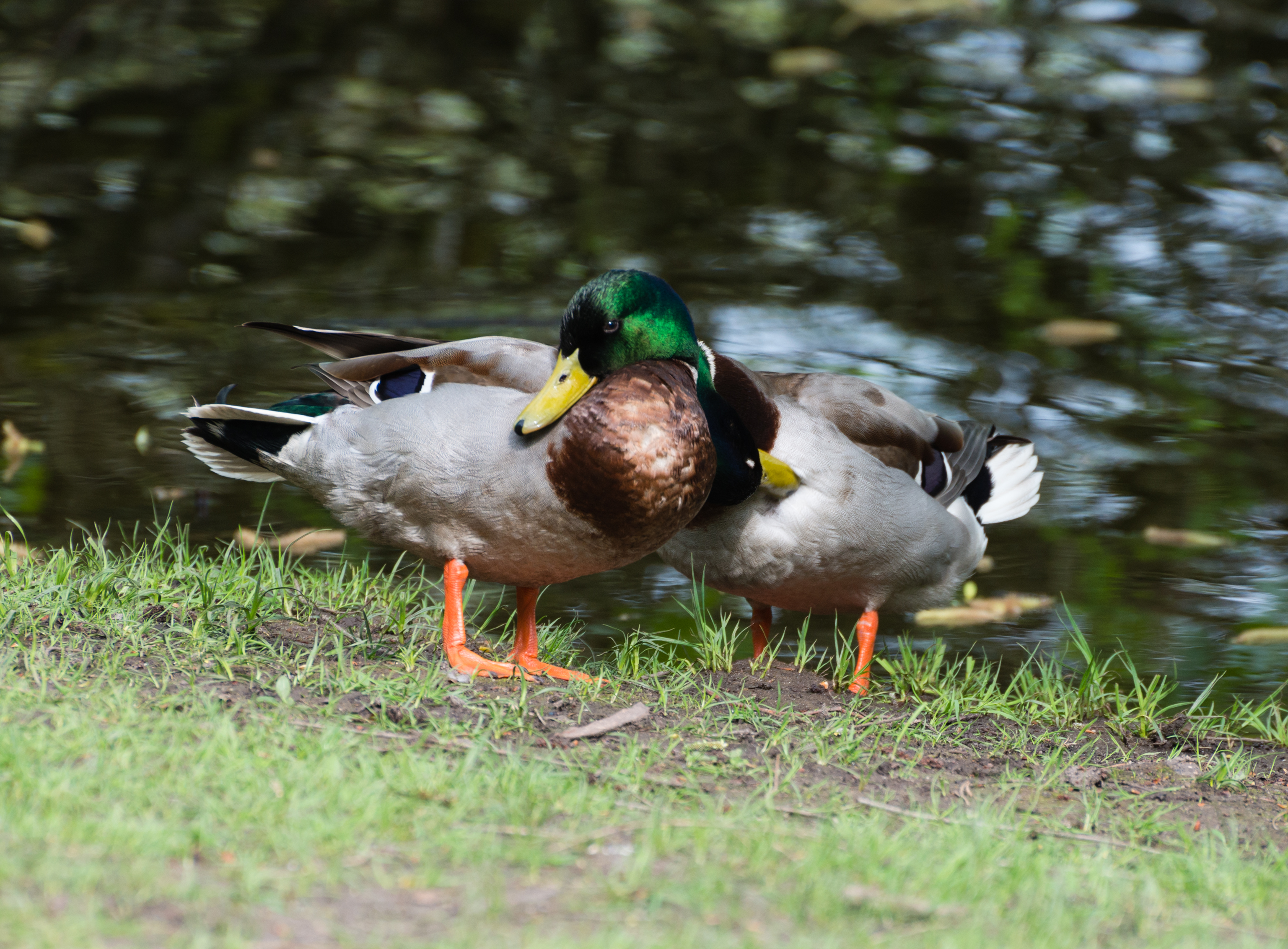
Два самця крижня, Anas platyrhynchos

Крижні формують гетеросексуальні пари тільки до тих пір, поки самка відкладає яйця, потім самець залишає самку. Крижні мають гомосексуальну сексуальну активність самців, що є надзвичайно високою для птахів, в деяких випадках аж до 19 % всіх пар в популяції.[сторінка?] Кііс Молікер з Роттердамського музею природної історії спостерігав як один самець крижня займався гомосексуальною некрофілією.

#### Пінгвіни
Гомосексуальну поведінку пінгвінів спостерігали як мінімум ще в 1911 році — Джордж Мюррей Левік, який зафіксував таку поведінку у пінгвінів Аделі на мисі Адер, описав її як «розпусну». Його звіт вважався дуже шокуючим для публіки на той час і був прихований; єдині копії, які були поширені в приватному порядку дослідникам, були переведені на грецьку, щоб запобігти тому, щоб ці знання стали широко відомими. Звіт був виявлений лише століття потому і опублікований в «Polar Record» в червні 2012 року.
На початку лютого 2004 року Нью-Йорк Таймс повідомила, що Рой та Сіло, пара самців антарктичних пінгвінів в зоопарку Центрального парку Нью-Йорка, успішно висиділа і виховала пінгвіня-самочку з заплідненого яйця, яке їм дали для інкубації. За повідомленнями, інші пінгвінові зоопарків Нью-Йорка також формували одностатеві пари.
У зоопарку Оденсе в Данії, пара самців королівських пінгвінів «всиновили» яйце, покинуте самкою, висиділи його і виростили пташеня.
Зоопарки Японії і Німеччини також документували гомосексуальні пари пінгвінів-самців. Пари будували разом гнізда і використовували камінь як замінник яєць. Дослідники Університету Ріккіо в Токіо знайшли 20 гомосексуальних пар у 16 основних акваріумах та зоопарках Японії.
Зоопарк Бремерхафен в Німеччині намагався сприяти відтворенню зникаючих пінгвінів Гумбольдта, імпортувавши самиць зі Швеції і розділивши три пар самців, але невдало. Директор зоопарку каже, що стосунки були «занадто сильними» між гомосексуальними парами. Німецький гей-групи протестували проти цієї спроби розборонити пари самців, але за повідомленнями директор зоопарку сказав, що «ми не знаємо, чи три пари самців дійсно гомосексуальні або ж вони просто спарувались через дефіцит самок … ніхто не хоче насильно відокремити гомосексуальні пари.»
Пара самців магелланових пінгвінів, які поділяли норку шість років у зоопарку Сан-Франциско і виростили сурогатне пташеня, розірвали стосунки, коли самець в сусідній норі помер і самиця шукала собі нову пару.
Бадді і Педро, пара самців очкових пінгвінів, були розділені у зоопарку Торонто для спарювання з самицями. Після того Бадді знайшов собі самицю.
Сукі і Чупчіконі, дві самочки африканських пінгвінів, які утворили пару у Рамат Ган Сафарі, Ізраїль. Чупчіконі вважалася самцем, доки не проаналізували її кров.
У 2014 році Джамбс і Ураган, два пінгвіни Гумбольдта у Парку дикої природи Вінгхем стали центром уваги міжнародних засобів масової інформації як два пінгвіни, які утворили пару кілька років тому і потім благополучно висиділи та виростили пташеня, яйце якого було надане їм як сурогатним батькам після того, як мати покинула його в середині інкубації.

#### Стерв'ятники
У 1998 році двоє самців грифів, названі Дашик та Ієгуда, в Єрусалимському біблійному зоопарку, займалися «відкритим і енергійним сексом» і звели гніздо. Хранителі надали парі штучне яйце, які обоє батьків висиджували по черзі; через 45 днів зоопарк замінив яйце пташенятком-сипом. Два самці-стерв'ятники разом його виростили. Але через кілька років Ієгуда зацікавився самицею-сипом, яка була доставлена у вольєр. Дашик впав у депресію, і врешті-решт був переведений до дослідницького зоопарку Тель-Авівського університету, де і він створив гніздо з самкою.
Двоє самців-стерв'ятників в зоопарку Алветтер у Мюнстері побудували гніздо разом, хоча інші стерв'ятники над ними знущались і часто крали матеріал гнізда. Вони в кінцевому підсумку були розділені у намаганні розведення виду і один з них був поміщений з самками стерв'ятника, незважаючи на протести німецьких гомосексуальних груп.

#### Голуби
Самці та самиці голубів іноді демонструють гомосексуальну поведінку. На додаток до сексуальної поведінки, одностатеві голубині пари будують гнізда, а самиці відкладають (безплідні) яйця.

### Ссавці

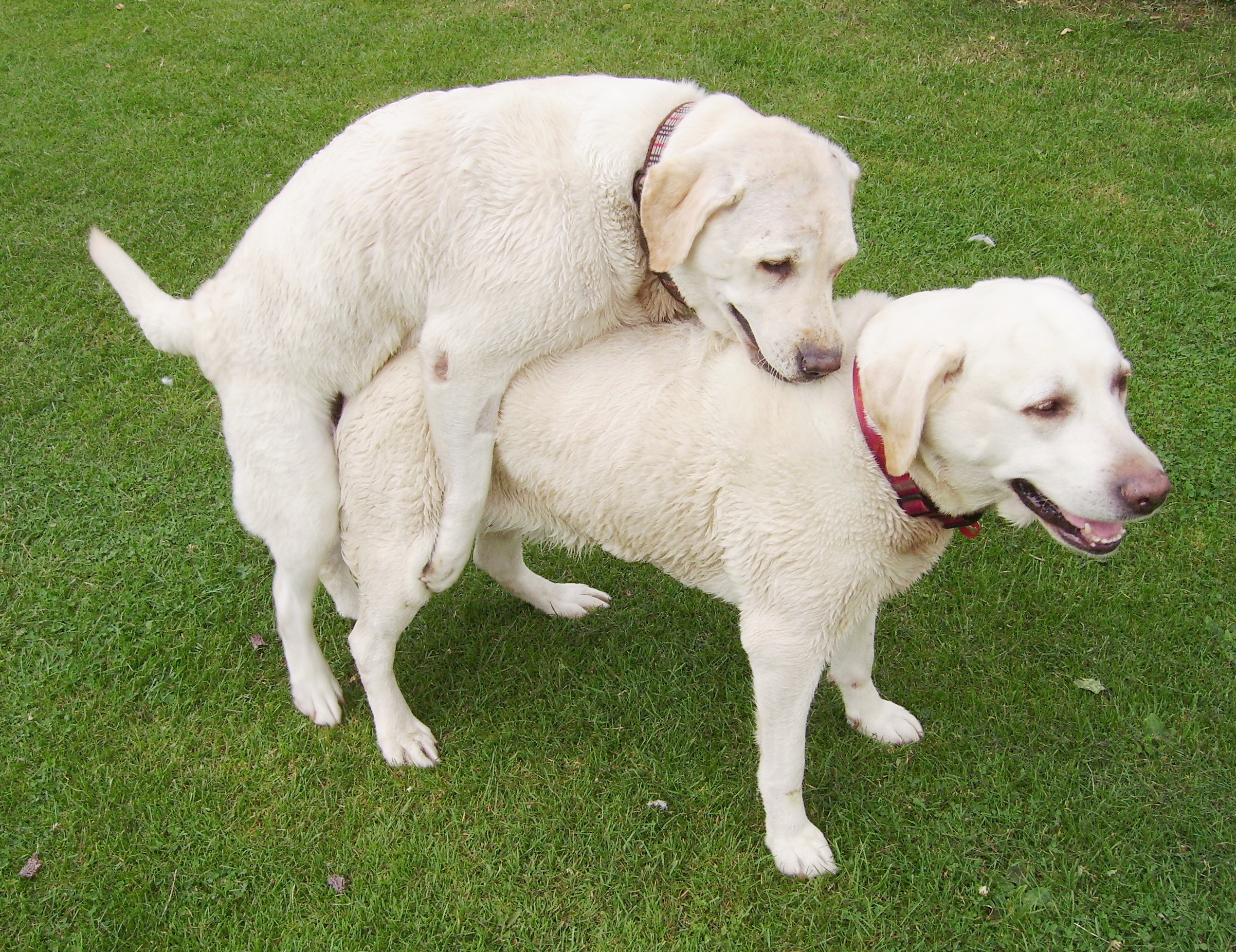
Самка лабрадора злягається з іншою самкою.

#### Амазонські дельфіни
За повідомленнями, амазонські дельфіни, або бото, формували групи з 3-5 осіб, які беруть участь у сексуальній активності. Групи звичайно складаються з молодих самців, а іноді однієї або двох самиць. Статеві акти у такій групі часто виконуються у не-репродуктивний спосіб, використовуючи тертя рилами, ластами і геніталіями, незалежно від статі. При утриманні у зоопарках, у них деколи спостерігались гомосексуальні і гетеросексуальні проникнення у дихало, отвір гомологічний до ніздрі інших ссавців, що робить це єдиним відомим прикладом назального сексу у тваринному світі. Самці іноді займаються сексом з самцями виду білих, типу маленького дельфіна.

#### Американський бізон

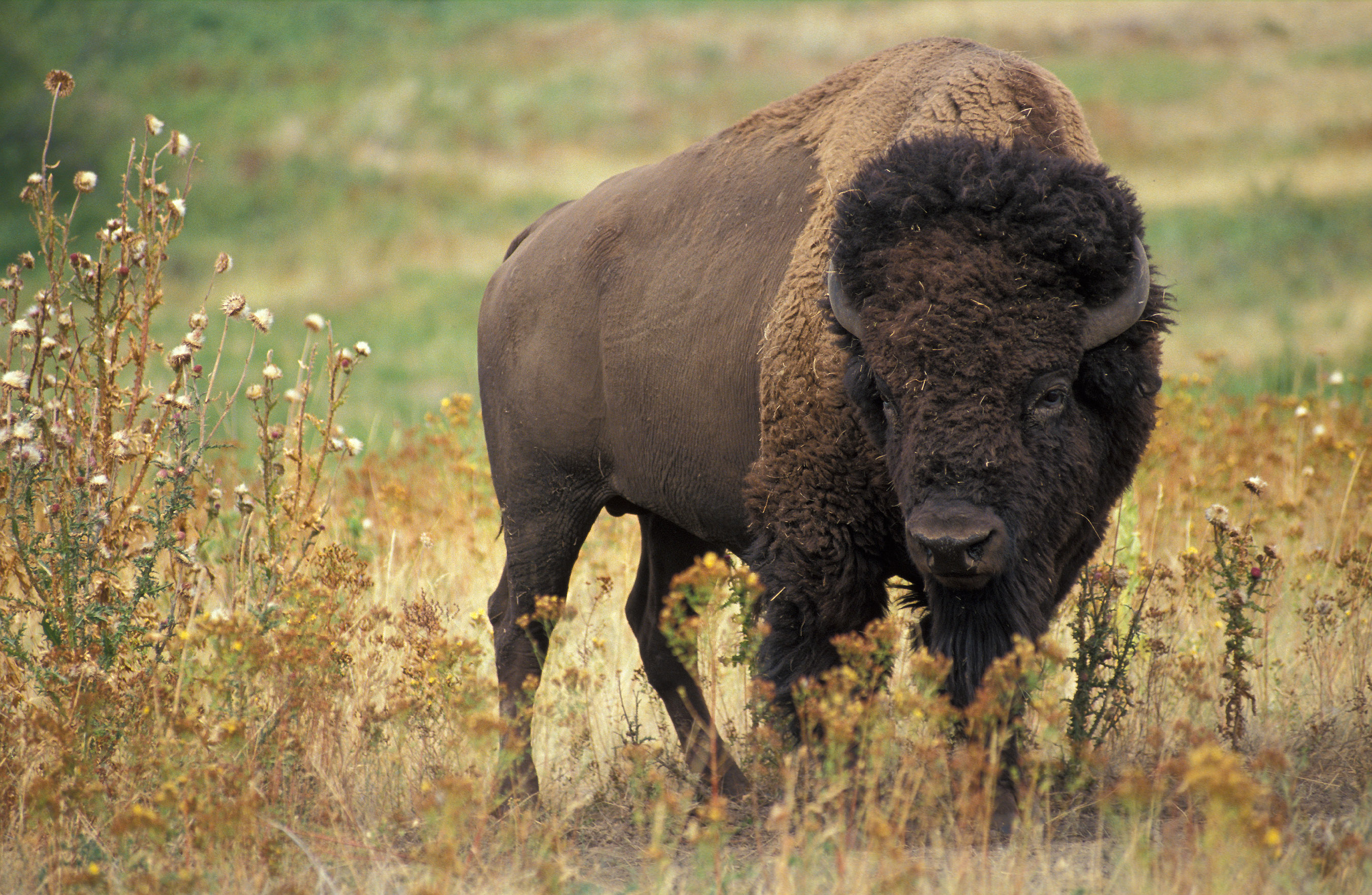
Американський бізон — це приклад бичачого ссавця, який демонструє гомосексуальну поведінки.

Спостерігалось залицяння, злягання і повне анальне проникнення між биками американських бізонів. Фестиваль Окіпа народності мандана завершується урочистим зображенням такої поведінки, щоб «забезпечити повернення бізонів в наступному сезоні». Крім того, серед великої рогатої худоби надзвичайно поширене злягання самиць з самицями. Ця поведінка спричинена гормонами і синхронізується з появою течки (еструсу), особливо в присутності бика.

#### Бонобо та інші великі мавпи

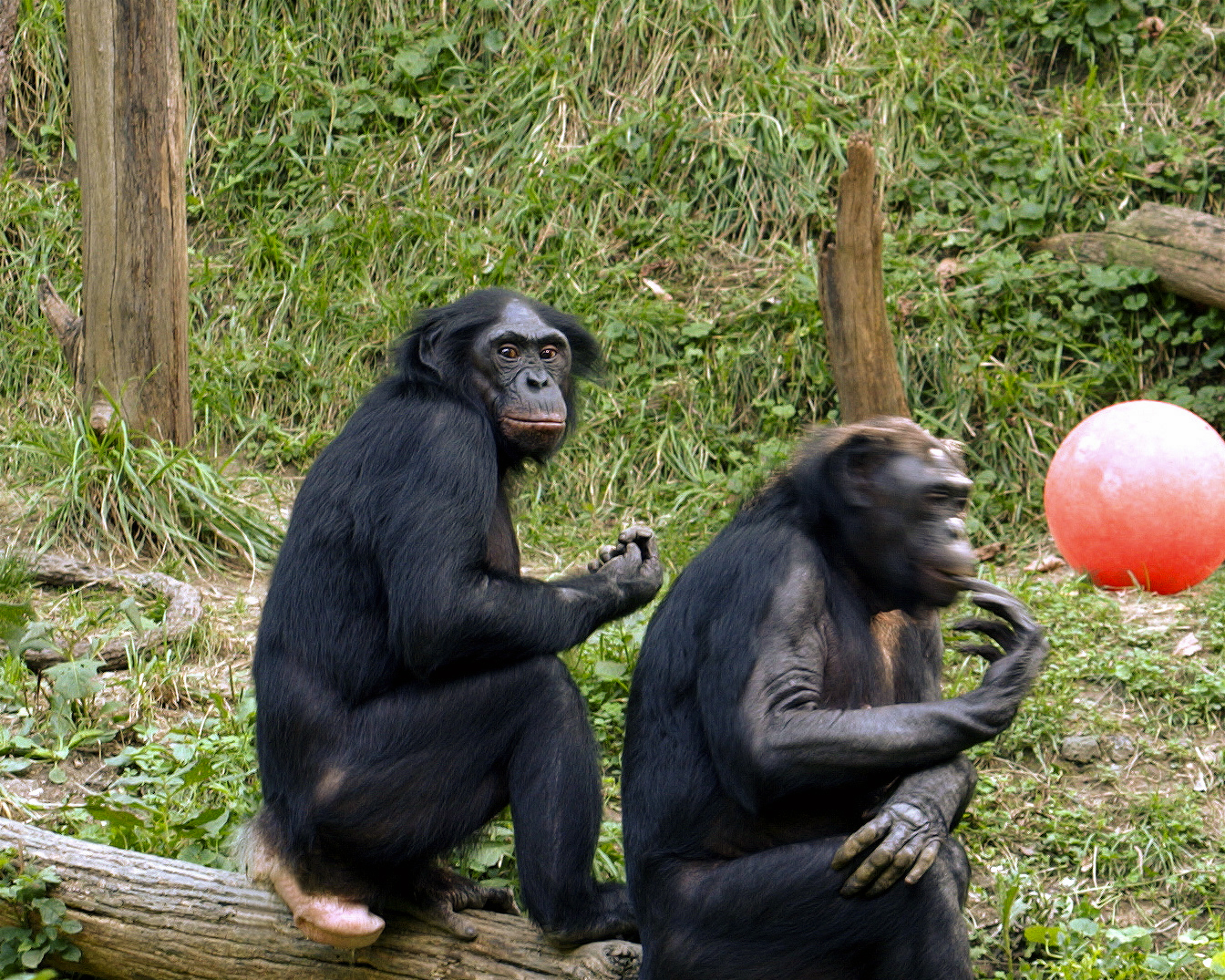
Бонобо

Бонобо, які мають матриархальне суспільство, незвичайне серед мавп, є повністю бісексуальним видом—самці та самки мають гетеро- і гомосексуальну поведінку. Особливо помітна жіноча гомосексуальність  - приблизно 60 % всієї сексуальної активності бонобо відбувається між двома або більше самками. Хоча гомосексуальна система парування у бонобо має максимальну частоту гомосексуальності, відому у будь-яких видів, гомосексуальність була помічена у всіх людиноподібних мавп (група, яка включає людей), а також ряду інших видів приматів.[сторінка?]
Голландський приматолог Франс де Ваал щодо спостереження і зйомки бонобо зазначив, що є дві причини вважати, що сексуальна активність є вирішенням бонобо для уникнення конфліктів. Все, що викликає інтерес більш ніж одного бонобо, не лише їжа, як правило, має результатом статевий контакт. Якщо два бонобо підходять до картонної коробки, кинутої в їх вольєр, вони коротко злягаються один з одним, перш ніж почати грати з коробкою. Такі ситуації призводять до склок у більшості інших видів, але бонобо цілком терпимі, можливо, тому, що вони використовують секс для відволікання уваги і розрядки напруженості.
Секс бонобо часто відбувається в агресивних умовах, абсолютно не пов'язаних з їжею. Ревнивий самець може відігнати іншого від самиці, після чого двоє самців сходяться і труться калитками. Або після того, як самиця вдаряє молоду особину, мати останнього може кинутися на агресорку, а відразу після того дві самиці труться геніталіями.

#### Афаліни
Відомо, що дельфінів декількох видів вступають у гомосексуальні відносини, хоча краще вивчені афаліни. Сексуальні контакти між самицями мають форму «дзьобо-генітальних рухів», де одна жінка вставляє дзьоб у отвір статевих органів іншої і пливу злегка вперед. Між самцями, гомосексуальна поведінка включає в себе тертя статевими органами один проти одного, що іноді призводить того, що самці пливуть, торкаючись животами, вставлення пеніса одного статеву щілину (і деколи в анус) іншого.
Джанет Манн, професор біології і психології Джорджтаунського університету, стверджує, що сильна особиста поведінка серед дельфінят-самців має на меті формування зв'язків та надає перевагу даному виду в еволюційному контексті. Вона посилається на дослідження, що показують, що ці дельфіни пізніше в дорослому житті, є фактично бісексуальними, і раніше сформовані зв'язки між самцями дозволяють їм виконувати спільну роботу по захисту, а також знаходити самок для відтворення. Зіткнення між зграями афалін і спорідненим видом атлантичним плямистим дельфіном іноді приводять до міжвидової гомосексуальної поведінки між самцями, замість бійки.

#### Слони
Самці африканських і азійських слонів вступають в одностатеві спарювання та формують пари. Такі випадки часто асоціюються з ніжною взаємодією, такою як поцілунки, переплетення хоботів і поміщення хоботів до рота один одного. Самці, які часто живуть окремо від стада, часто формують «дружби», що складається з дорослого самця і одного або іноді двох молодих самців, в яких сексуальна поведінка є важливою частиною соціальної динаміки. На відміну від гетеросексуальних відносин, які завжди носять швидкоплинний характер, відносини між самцями можуть тривати роками. Контакти аналогічні гетеросексуальним, коли один самець часто простягає свій хобот вздовж спини іншого і штовхає вперед своїми іклами, щоб позначити свій намір злягатися. Одностатеві стосунки часті і поширені серед обох статей; у азійських слонів в неволі приблизно 45 % сексуальних контактів були одностатевими.

#### Жирафи
За спостереженнями, самці жирафів відзначаються виключно високою частотою гомосексуального поведінки. Після агресивних «обнімань» шиями, звичайним для двох самців жирафів є пестити і залицятися один до одного, що закінчується зляганням і оргазмом. Такі взаємодії між самцями більш часті, ніж гетеросексуальні зв'язки.  В одному дослідженні, до 94 % спостережуваних інцидентів злягань відбувались між двома самцями. Частка одностатевих сексуальної поведінки варіюється від 30 до 75 %, і в будь-який момент часу один з двадцяти самців брав участь у ненасильницькому «обніманні» шиями з іншим самцем. Тільки 1 % інцидентів одностатевих злягань відбувалися між самицями.

#### Мавпи
Лайонел Тайгер і Робін Фокс провели дослідження на мавпах як контрацептиви Depo-Provera призводять до зниження уваги самців до самиць.

#### Японські макаки
У японських макак, також відомих як «сніжні мавпи», одностатеві стосунки зустрічаються часто, хоча відсоток варіює між зграями. Самки утворюють «дружби-парування», які характеризуються ласкавою соціальною та сексуальною поведінкою. В деяких зграях до однієї чверті самиць утворюють такі групи, які розрізняються за тривалістю від декількох днів до декількох тижнів. Часто результатом таких парувань є сильні і міцні дружні стосунки. Самці, як правило, мають одностатеві відносини з кількома партнерами того ж віку; з такими відносинами асоціюється ласкава і грайлива поведінка.

#### Леви
У сексуальній взаємодії були помічені і леви, і левиці. Леви формують моногамні одностатеві пари на декілька днів і починають гомосексуальну активність з ласкавих поцілунків і пещень, які ведуть до злягання. Близько 8 % злягань спостерігається з іншими самцями. Парування левиць вважаються досить поширеними у неволі, але не були помічені в дикій природі.

#### Тхір
Європейські тхори Mustela putorius спостерігались у гомосексуальній поведінці з неспорідненими тваринами. Гомосексуальність зі зляганням і анальним проникненням у цього виду, який живе обособлено, не служить ніякій очевидній адаптивній функції.[сторінка?]

#### Вівці
Ovis aries привернув багато уваги тому, що близько 8-10 % баранів мають виключно гомосексуальну орієнтацію, а ще близько 18-22 % баранів бісексуальні.
Дослідження 2003 р., здійснене Чарльзлм Е. Розеллі  з колегами (Орегонський університет здоров'я і науки) припускає, що гомосексуальність баранів (зустрічається у 8 % баранів) пов'язаний з ділянкою баранячого мозгу, який автори називають «бараняче статево диморфоване ядро» (oSDN), що становить лише половину розміру відповідної ділянки у гетеросексуального барана.
Вчені виявили, що «oSDN у баранів, які воліли самиць, значно більше і містить більше нейронів, ніж у баранів, орієнтованих на баранів та овець. Крім того, oSDN орієнтованого на самиць барана викидав більш високий рівень ароматази, яка перетворює тестостерон в естрадіол, форму естрогену, який, як вважають, сприяє типового чоловічій сексуальній поведінці. Викид ароматази нічим не відрізнявся у самців, орієнтованих на баранів, та овець.»
«Щільне скупчення нейронів, з якого складається oSDN, викидає ароматазу цитохром Р450. Рівні мРНК ароматази в oSDN були значно більші у орієнтованих на самиць баранів, ніж у вівцематок, тоді як орієнтовані на самців барани демонстрували проміжні рівні викидів». Ці результати свідчать про те, що «… природні варіації у виборі статі сексуального партнера можуть бути пов'язані з відмінностями в анатомії мозку та його здатності для синтезу естрогенів.» Як зазначалося вище, враховуючи потенційну неагресивність зазначених самців, різні рівні ароматази можуть також бути свідченням рівнів агресії, а не сексуальності. Слід також зазначити, що результати цього дослідження не були підтверджені іншими дослідженнями.
«Керівництво з ветеринарної медицини Merck», здається, вважає гомосексуальність серед овець звичайною справою і питанням, яке має вирішуватися як проблема тваринництва.

#### Плямиста гієна

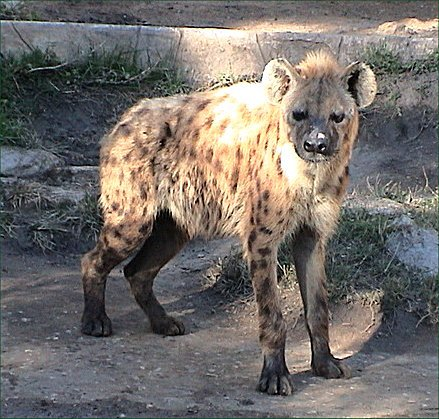
Гієна плямиста — помірно великий, наземний хижак родом з Африки.

Сімейна структура плямистих гієн є матріархальною, і домінування в стосунках з сильним сексуальним елементом зазвичай спостерігається між спорідненими самками. Значною мірою завдяки унікальному клітору самок плямистої гієни, більше схожому на пеніс, ранні натуралісти вважали гієн самцями-гермафродитами, які часто практикували гомосексуальність. Ранні твори, такі як «Метаморфози» Овідія і «Фізіолог» припускали, що гієна постійно змінює свою стать і характер з чоловічого на жіночий і назад. У «Paedagogus», Климент Олександрійський зазначає, що гієна (поряд із зайцем) є «сильно занепокоєною статевим актом». Багато європейців асоціювали гієну з сексуальною потворністю, проституцією, девіантною сексуальною поведінкою і навіть чаклунством.
Реальність, яка ховається за нечіткими звітами, це сексуально агресивна поведінка між самками, в тому числі злягання між самками. Дослідження показали, що «на відміну від більшості інших самок ссавців, самиці Crocuta схожі на самців за зовнішнім виглядом, більші за самців і значно більш агресивні» та маскулізовані.
Вивчення унікальних геніталій та агресивної поведінки самиць гієни привело до розуміння того, що більш агресивні самки могли більш ефективно конкурувати за ресурси, в тому числі їжу і партнерів для парування. Дослідження показали, що «підвищені рівні тестостерону в період внутрішньоутробного розвитку» сприяють додатковій агресивності; і самці, і самки зглягаються зі своєю та протилежною статтю, які, в свою чергу, можливо поводяться більш покірно через більш низькі рівні тестостерону в період внутрішньоутробного розвитку.

### Інші

#### Ящірки
Самиці справжніх ящірок (рід Теїди) мають здатність до відтворення шляхом партеногенезу і як такі самці є рідкісними і статеве розмноження нестандартним. Самиці беруть участь у одностатевій сексуальній поведінці, щоб стимулювати овуляцію. Їх поведінка наслідує гормональний цикл: при низькому рівні естрогену, ці ящірки (самиці) виконують «чоловічі» статеві ролі, а самиці з високим поточним рівнем естрогену виконують «жіночі» сексуальні ролі.
Ящірки, які виконують ритуал залицяння, мають більшу плодючість, ніж ті, яких тримали в ізоляції, через збільшення гормонів, викликаних сексуальною поведінкою. Тому, навіть якщо безстатеві популяції справжніх ящірок не мають самців, сексуальні стимули все одно збільшують репродуктивний успіх.
З еволюційної точки зору, ці самиці передають свій повний генетичний код всім своїм нащадкам (а не 50 % генів, які передаються при статевому розмноженні). Деякі види геконів також розмножуються шляхом партеногенезу.

#### Комахи та павукоподібні
Є свідчення гомосексуальної поведінки у не менш ніж 110 видів комах і павукоподібних. Гомосексуальна поведінка у комах була предметом серйозних дебатів серед вчених. Хоча були запропоновані різні теорії, основним поясненням, чому самці (у деяких видів до 85 %) займаються гомосексуальністю, вважається просто наслідком помилкової ідентифікації. Еволюційна вартість пропуску можливості злягатися з самицею більша за ризик участі у сексуальній активності з комахою або павуком тієї ж статі.

##### Різнокрилі

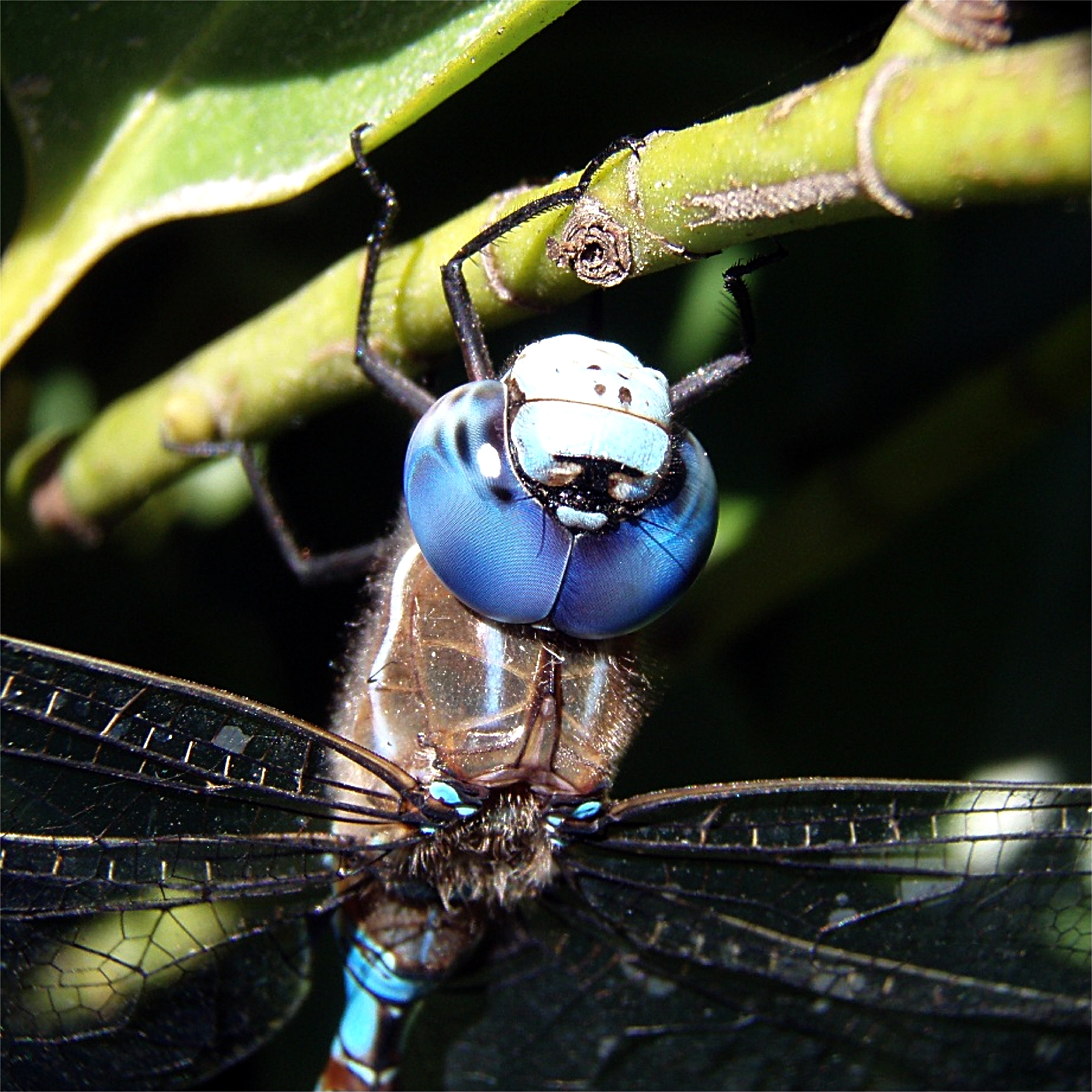
Голова бабки Basiaeschna janata

Чоловіча гомосексуальність припускається у кількох видів різнокрилих (ряд Бабки). Клешні клоаки у самців метеликів і бабок наносять характерні ушкодження головам самиць під час спарювання. Огляд 11 видів метеликів і бабок виявив такі пошкодження від спарювання і у 20- 80 % самців, що говорить про досить високу частоту випадків сексуального зв'язку між самцями.

##### Дрозофіли
Генетична основа тваринної гомосексуальності була вивчена у дрозофіли. Були ідентифіковані кілька генів, які можуть бути причиною гомосексуальних залицянь і парувань. Ці гени, як вважають, контролюють поведінку за допомогою феромонів, а також зміни структури мозку тварини. Самець дрозофіли чорночеревої, який несе дві копії мутантного алелю в безплідному гені, залицяється і намагається злучатися тільки з іншими самцями.
Ці роботи також досліджували вплив навколишнього середовища на ймовірність демонстрації мухами гомосексуальної поведінки.

##### Клопи
Самці клопів (Cimex lectularius) мають сексуальний потяг до будь-якої особини, яка щойно погодувалась, і це призводить до гомосексуального спарювання. У гетеросексуальному спарюванні це веде до травматичного осіменіння, коли самець проколює черевце самки своїм схожим на голку пенісом. У гомосексуальних спарюваннях це несе ризик травм черевця, оскільки самці не мають відповідних адаптивних механізмів, як у самок. Тому самці виробляють сигнальні феромони, щоб зменшити такі гомосексуальні спарювання.